# Bulbine lamprophylla
Bulbine lamprophylla är en grästrädsväxtart som beskrevs av Williamson. Bulbine lamprophylla ingår i släktet bulbiner, och familjen grästrädsväxter. Inga underarter finns listade i Catalogue of Life.